# A Triumph for Man
A Triumph for Man is het debuutalbum van Mew uit Denemarken, voor het eerst uitgebracht in april 1997 door het Deense platenlabel Exlibris Musik. De oplage bestond uit 2000 stuks. Toen de muziekgroep later bekender raakte werd het album opnieuw uitgegeven, met een bonus-cd.

## Musici
- Jonas Bjerre – zang, gitaar, toetsinstrumenten, accordeon
- Bo Madsen – gitaar, synthesizer
- Johan Wohlert- basgitaar, toetsinstrumenten
- Silas Graae – slagwerk, percussie

Met
- Tobias Bertram; Benjamin Tegbjerg, Damon Tutunjan, Kasper Tranberg en Eve Vasárhelyi.

## Nummers
| Nr. | Titel                                   | Duur |
| --- | --------------------------------------- | ---- |
| 1.  | Wheels over Me                          | 2:33 |
| 2.  | Beautiful Balloon                       | 4:27 |
| 3.  | Wherever                                | 5:56 |
| 4.  | Panda                                   |      |
| 5.  | Then I Run                              | 3:53 |
| 6.  | Life Is Not Distant                     | 1:08 |
| 7.  | No Shadow Kick                          | 3:06 |
| 8.  | Snowflake                               | 3:30 |
| 9.  | She Came Home for Christmas             | 4:54 |
| 10. | Pink Monster                            | 0:46 |
| 11. | I Should Have Been a Tsin-Tsi (for You) | 2:19 |
| 12. | How Things Turn out to Be               |      |
| 13. | Web                                     | 4:34 |
| 14. | Coffee Break                            | 4:37 |

| Nr. | Titel                                          | Duur |
| --- | ---------------------------------------------- | ---- |
| 1.  | Studio Snippet no. 1                           | 0:31 |
| 2.  | Say You're Sorry (ATFM Session)                | 6:09 |
| 3.  | Beautiful Balloon (akoestische versie)         | 4:15 |
| 4.  | Web (demo)                                     | 5:42 |
| 5.  | Chinese Gun (demo)                             | 3:06 |
| 6.  | Studio Snippet no.2 length6= 0:30              |      |
| 7.  | I Should Have Been a Tsin-Tsi (For You) (demo) | 1:43 |
| 8.  | Wheels over Me (demo)                          | 2:48 |
| 9.  | Superfriends (demo)                            | 4:40 |

## Singles
Er verscheen officieel maar één single van het album. "She Came Home for Christmas" haalde de Nederlandse Top 40 niet.